# Хуачуан Интернэшнл Плаза
Хуачуан Интернэшнл Плаза (Huachuang International Plaza) — комплекс из трёх офисных небоскрёбов, расположенный в деловом центре китайского города Чанша (провинция Хунань). Построен в 2013—2017 годах, по состоянию на 2024 год башня 1 являлась 5-м по высоте зданием города, 114-м по высоте зданием Китая, 136-м — Азии и 223-м — мира.
В башне 1, завершённой в 2017 году, расположен отель сети Westin. Также в состав комплекса входят две офисные башни, построенные в 2016 году — башня 2 (140 м) и башня 3 (100 м). Подиум комплекса занят многоуровневым торговым центром.
Башня 1 занимает 126,2 тыс. м², башня 2 — 32 тыс. м², башня 3 — 22 тыс. м², торговый центр — 80 тыс. м². В комплексе арендуют офисы China Life Insurance, Ping An Insurance, Standard Chartered, China Zheshang Bank, Deloitte, PwC, Otis Worldwide, Juneyao Air.   